# Beibis Mendoza
Beibis Antonio Mendoza (ur. 20 czerwca 1974 w Arboletes) – kolumbijski bokser, były mistrz świata WBA w wadze junior muszej.

## Kariera amatorska
W 1996 roku startował na igrzyskach olimpijskich w Atlancie. W pierwszym pojedynku pokonał Kanadyjczyka Domenica Figliomeniego, zwyciężając 12:1. Kolumbijczyk odpadł w 1/16 finału, przegrywając z Ołehiem Kyriuchinem.

## Kariera zawodowa
Jako zawodowiec zadebiutował 1 listopada 1996 roku. W debiucie znokautował w 2 rundzie Pedro Rodrigueza. Do końca 1999 roku wygrał kolejne 22 walki, z których 19 zakończył przed czasem i zdobywając mistrzostwo kraju w wadze junior muszej.
12 sierpnia 2000 roku zmierzył się z Rosendo Alvarezem o mistrzostwo świata WBA. Alvarez otrzymał 2 ostrzeżenia za uderzenia poniżej pasa, ale w siódmej rundzie zrobił to po raz kolejny i został zdyskwalifikowany. Walkę sędziował Mitch Halpern, który 8 dni po walce popełnił samobójstwo.
3 marca 2001 roku doszło do rewanżu obydwu bokserów. Tym razem Alvarez zwyciężył niejednogłośnie na punkty (115-112, 114-113, 113-114) i zadał Menodzie pierwszą porażkę w karierze. 31 marca 2003 roku doszło do ich trzeciego spotkania. Alvarez obronił po raz kolejny tytuł WBA, pokonując niejednogłośnie na punkty Mendozę.
15 listopada 2003 roku zmierzył się z byłym mistrzem świata, Koreańczykiem Yo-Sam Choi o tymczasowe mistrzostwo świata WBA. Mendoza zwyciężył przez jednogłośną decyzję, posyłając rywala na deski w 3 rundzie.
2 października 2004 roku doszło do jego czwartego pojedynku z Rosendo Alvarezem, ale stawką walki nie był żaden tytuł mistrzowski. Ponownie Alvarez zwyciężył przez niejednogłośną decyzję. Na ring powrócił jeszcze 29 kwietnia 2005 roku, by zmierzyć się z Roberto Vasquezem o pas WBA. Mendoza został znokautowany w 10 rundzie i zakończył karierę.